# Российская фашистская партия
Всеросси́йская фаши́стская па́ртия (ВФП) (до 1934 года — Русская фашистская партия, с 1937 года — Российский фашистский союз) — политическая партия, существовавшая в 1931—1943 годах в Китайской республике и Маньчжоу-Го, крупнейшая организация в среде русской эмиграции, образованная на Дальнем Востоке. Образовалась на базе ряда профашистских молодёжных организаций в среде русской эмиграции в 1931 году в Харбине на Дальнем Востоке, в Маньчжурии, где проживала большая русская колония. Лидер партии — советский эмигрант Константин Родзаевский, основоположник русского фашизма, один из руководителей русских эмигрантов в Маньчжурии. В 1943 году партия была запрещена японскими властями (однако остальные отделы ВФП, находившиеся в странах Африки, Канады и Европы, продолжали свою деятельность вплоть до конца Второй мировой войны). В 1945 году Родзаевский вернулся в СССР, где был немедленно арестован, а через год — осуждён и расстрелян.

## Становление партии
В конце 1920-х годов в стенах юридического факультета в Харбине группа эмигрантов из числа студентов и преподавателей, объединилась в Русскую фашистскую организацию под руководством профессора Николая Никифорова. Позднее организация была преобразована в «Русскую фашистскую партию» (РФП), создание которой было оформлено 26 мая 1931 года на 1-м съезде русских фашистов, проходившем в Харбине. В 1931—1932 годах Русскую фашистскую партию формально возглавлял Владимир Косьмин. Генеральным секретарем Русской фашистской партии являлся Константин Родзаевский.
В 1934 году в Иокогаме РФП и Всероссийская фашистская организация Анастасия Вонсяцкого образовали Всероссийскую фашистскую партию (3 апреля 1934 года был подписан Протокол № 1, в котором провозглашалось слияние РФП и ВФО и создание «Всероссийской фашистской партии» (ВФП)). Официальное оформление создания партии произошло 26 апреля 1934 года на 2-м (объединительном) съезде российских фашистов, прошедшем в Харбине. Родзаевский стал генеральным секретарем и заместителем председателя Центрального исполнительного комитета (ЦИК), а Вонсяцкий — председателем ЦИК партии. В октябре — декабре 1934 года произошёл разрыв отношений между К. В. Родзаевским и А. А. Вонсяцким.

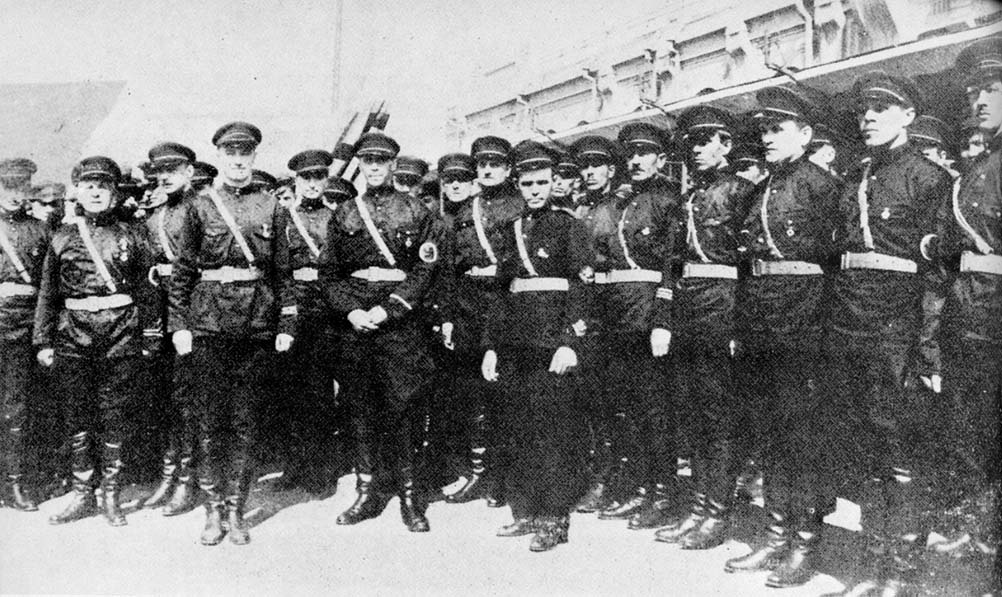
К. В. Родзаевский (в центре со сплетёнными пальцами) встречает на харбинском вокзале А. А. Вонсяцкого

## Развитие партии, создание дочерних организаций
В 1928 году в Харбине вышла книга Ф. Т. Горячкина «Первый русский фашист Пётр Аркадьевич Столыпин», в которой автор, член партии «православных русских фашистов», рассказал, что представляет собой это политическое течение, и заявил, что Столыпин «даже гениальнее современного Бенито Муссолини. Этот русский колосс, этот гениальный государственный деятель». В Харбине русскими фашистами была создана «Столыпинская академия».
В 1934 году под редакцией К. В. Родзаевского вышла в свет книга вопросов и ответов «Азбука фашизма», переиздававшаяся впоследствии несколько раз.

В 1934 году были созданы дочерние организации при ВФП — Российское женское фашистское движение (Р. Ж. Ф. Д.), Союз юных фашистов — Авангард, Союз юных фашисток — Авангард, Союз фашистских крошек, в 1936 году был создан Союз фашистской молодёжи.
В середине 1930-х годов ВФП стала самой влиятельной организацией в Маньчжоу-го и крупной организацией русского зарубежья. 28 июня — 7 июля 1935 года в Харбине прошёл 3-й (Всемирный) съезд российских фашистов, на котором были утверждены: 3 июля — программа ВФП, а 5 июля — устав партии.
25 октября 1936 года Верховный совет ВФП (переименованный ЦИК) утвердил положения «О партийном приветствии», «О партийном флаге В. Ф. П.», «О Национальном флаге и Гимне», «О партийном значке В. Ф. П.», «О партийном Знамени», «О партийной форме и иерархических знаках В. Ф. П.», «О религиозном значке В. Ф. П.». На этом же съезде К. В. Родзаевский был избран главой ВФП.

В 1936 году Глава ВФП назначил на должность своего резидента в Европе Бориса Тэдли.
Созданный в 1936 году Верховный совет являлся «высшим идеологическим, программным и тактическим органом» организации. Он избирался съездом партии и действовал от имени съезда, в период между ними (с последующим утверждением решений Верховного совета съездом). Председателем являлся Глава ВФП. В компетенцию Верховного совета входил широкий круг вопросов. Состав Верховного совета определялся съездом. Новоизбранные члены на первом заседании Верховного совета избирали секретаря и двух вице-председателей. На заседаниях могли присутствовать кандидаты в члены Верховного совета, которые могли стать членами Совета в случае выбытия (смерти, исключения 2/3 голосов Верховного совета, перевода в тайные члены) кого-либо из членов Верховного совета. Решения принимались большинством голосов, Глава партии имел право вето на любые решения с которыми не согласен, с последующей дачей объяснений съезду. Верховный совет образовывал три комиссии: идеологический совет, законодательный совет и комиссию по изучению СССР (в их состав могли привлекаться специалисты, не являющиеся членами Верховного совета). 31 марта 1939 года было утверждено Положение № 83 «О Верховном совете российских фашистов» (Протокол № 1 Верховного совета от 31.03.1939 г.).

Осенью 1936 года члены ВФП пробовали устроить подрывные акции в СССР. Для этого с помощью японцев в СССР были заброшены несколько групп членов ВФП (каждая вторая группа была обнаружена и уничтожена пограничниками). Одна группа в составе 6 человек прошагала по шпалам 400 км до Читы и 7 ноября 1936 года, смешавшись с толпой демонстрантов, вынули и раздали листовки, где обличались преступления Сталина. Сотрудники НКВД узнали о проведенной акции по раздаче подрывных материалов с опозданием, и группа благополучно вернулась в Маньчжурию.

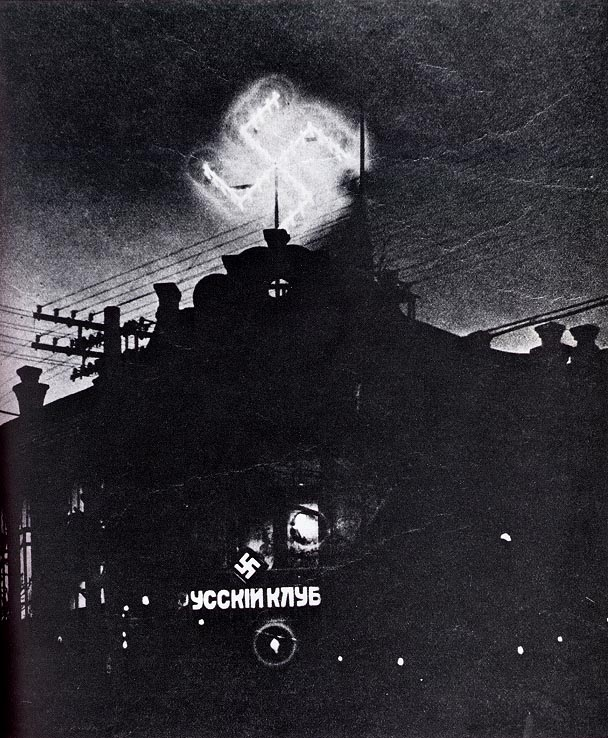
Русский клуб в городе Маньчжурия

У партии имелась своя униформа, которая состояла из чёрной рубашки, чёрного кителя с золотыми пуговицами со свастикой, чёрной фуражки с оранжевым кантом и свастикой на кокарде посредине, ремня с портупеей, чёрных брюк-галифе с оранжевым кантом и сапог; на левом рукаве рубашки и кителя, чуть выше локтевого сгиба, нашивался оранжевый круг, окаймлённый белой полосой, с чёрной свастикой посредине. На обшлаге левой руки нашивались партийные иерархические знаки.
В июле 1937 года ВФП была переименована в «Российский фашистский союз» (РФС). 21—23 января 1939 года в Харбине прошёл 4-й (последний) съезд российских фашистов. В 1940 — декабре 1941 года произошло возобновление сотрудничества К. В. Родзаевского и А. А. Вонсяцкого, прерванное началом японо-американской войны.
Родзаевский собрал вокруг себя преданных ему лично людей и сумел из небольшой группы единомышленников создать самую массовую политическую партию русского зарубежья. Количество сторонников Родзаевского в Маньчжурии составляло 200 человек в 1931 году, 5000 в 1933 году и достигло в 1935 году, по утверждениям Родзаевского, 20 000. Однако по мнению исследователей Стефана и Мельникова, цифры завышались в два-три раза, а настоящая численность составляла от четырёх до десяти тысяч человек.
Помимо Маньчжурии, отделы партии существовали во многих странах Европы, Латинской Америки, Северной Африке, США, Канаде и Австралии в местах проживания русских эмигрантов. Общее число членов РФС в 1938 году было примерно 30 000.
Таким образом, под руководством Родзаевского была создана международная организация белоэмигрантов со штаб-квартирой в Харбине, имевшая связи в 26 странах мира и сотрудничавшая со многими фашистами в мире, например, с Арнольдом Лизом.
Бывший руководитель германского отделения С. Н. Иванов наладил тесные контакты с абвером, и с началом агрессии против СССР был направлен на советскую территорию. 
В 1943 году РФС был запрещён японцами, господствовавшими в оккупированной Маньчжурии.

## Печатные органы, партийный флаг, партийное приветствие
У Партии имелись печатные органы — журнал «Нация» (Шанхай) и газеты «Наш Путь» (Харбин), «Нация» (Шанхай).
ВФП имела свой партийный флаг. Согласно положению № 71 «О партийном флаге В. Ф. П.», он представлял собой полотнище с чёрной свастикой на жёлтом фоне ромба в белом прямоугольнике. Кроме того, положением № 72 «О Партийном Знамени» было утверждено Партийное Знамя ВФП, представлявшее собой «золотистого цвета полотнище, на одной стороне которого изображён Нерукотворный Лик Спасителя, а на другой изображён Св. Князь Владимир. Края полотнища окаймлены чёрной полоской, на которой с одной стороны надписи: „Да воскреснет Бог и расточатся врази Его“, „С нами Бог, разумейте языцы и покоряйтеся“, а с другой стороны — „С Богом“, „Бог, Нация, Труд“, „За Родину“, „Слава России“. В верхних углах изображение двуглавого орла; в нижних углах изображение свастики». Знамя было освящено 24 мая 1935 г. в Харбине архиепископом Нестором и епископом Димитрием. В § 3 Положения говорилось, что партийное знамя есть «партийная святыня, воплощающая сущность РФП, на которой почиет Божие благословение»!"". По положению № 69 «О партийном приветствии» оно заключается «в поднятии правой руки от сердца к небу с возгласом — „Слава России!“».

## Партийные значки

Партийный значок ВФП

Религиозный значок ВФП для православных с изображением святого Владимира

Согласно положению № 67 «О партийном значке В. Ф. П.», 25.10.1936 г. был учреждён партийный значок, который представлял собой Российский Государственный герб (золотой Двуглавый Орёл), утверждённый на вершине квадрата. Квадрат окантован белой каймой шириною в 1/8 своей стороны. В середине квадрата изображена чёрная свастика, концы которой загнуты слева направо (по движению часовой стрелки). Поле, где изображена свастика, жёлтого цвета. Значок изготавливали из эмали и бронзы. Он имел размеры 38x24 мм. Партийный значок являлся графическим изображением основного лозунга партии «Бог, Нация, Труд!».
Кроме того, согласно положению № 65 «О религиозном значке В. Ф. П.», каждый фашист должен был носить религиозный значок той религии, к которой он принадлежал. Проект религиозного значка национально-меньшинственной организации должен был, согласно указанному выше положению, «вырабатываться основоположниками религии и утверждаться Верховным Советом ВФП». Религиозным значком Православных Российских фашистов являлось изображение Св. Равноапостольного Князя Владимира на щите голубого фона, окаймлённого владимирской лентой.

## Иерархические знаки
У ВФП имелись иерархические знаки. Постановлением № 68 от 25 октября 1936 г. Верховный Совет ВФП утвердил положении «О партийной форме и иерархических знаках В. Ф. П.».
Согласно ему на форме членов ВФП носились иерархические знаки, а члены Российского Женского Фашистского Движения (Р. Ж. Ф. Д.), Союза Юных Фашистов-Авангард, Союза Юных Фашисток-Авангард, Союза Фашистских Крошек имели те же иерархические знаки, что и должностные лица ВФП, но степенью ниже. Положение имело приложение с таблицей иерархических знаков, в котором указывались знаки, соответствующие должности:

## Фонд Противокоммунистической борьбы

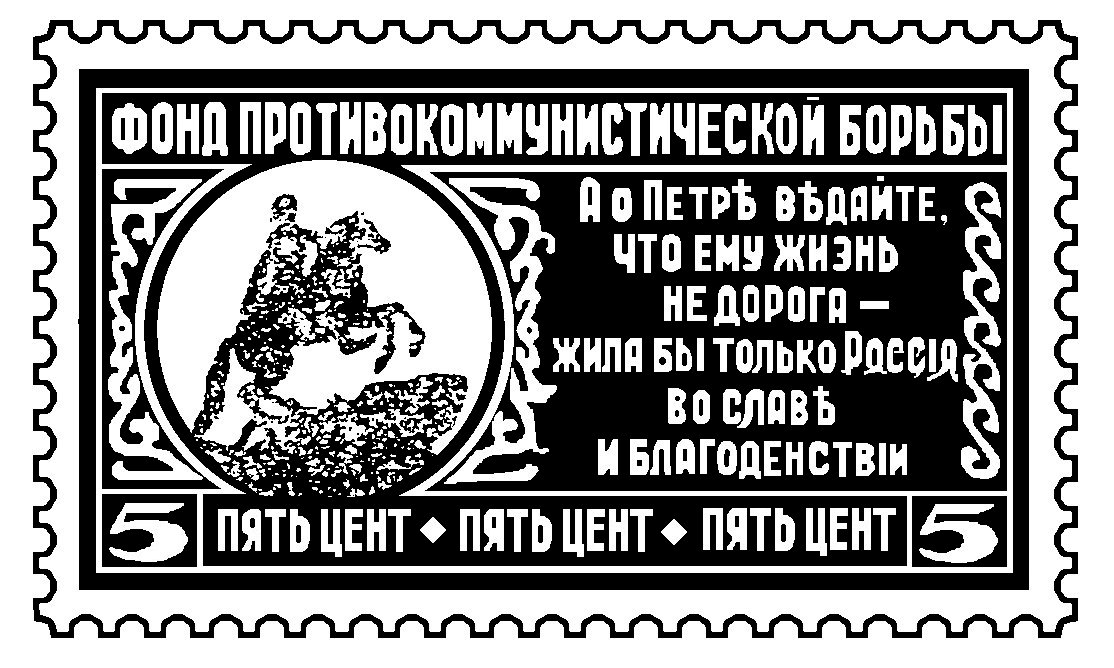
Марка Фонда номиналом 5 центов

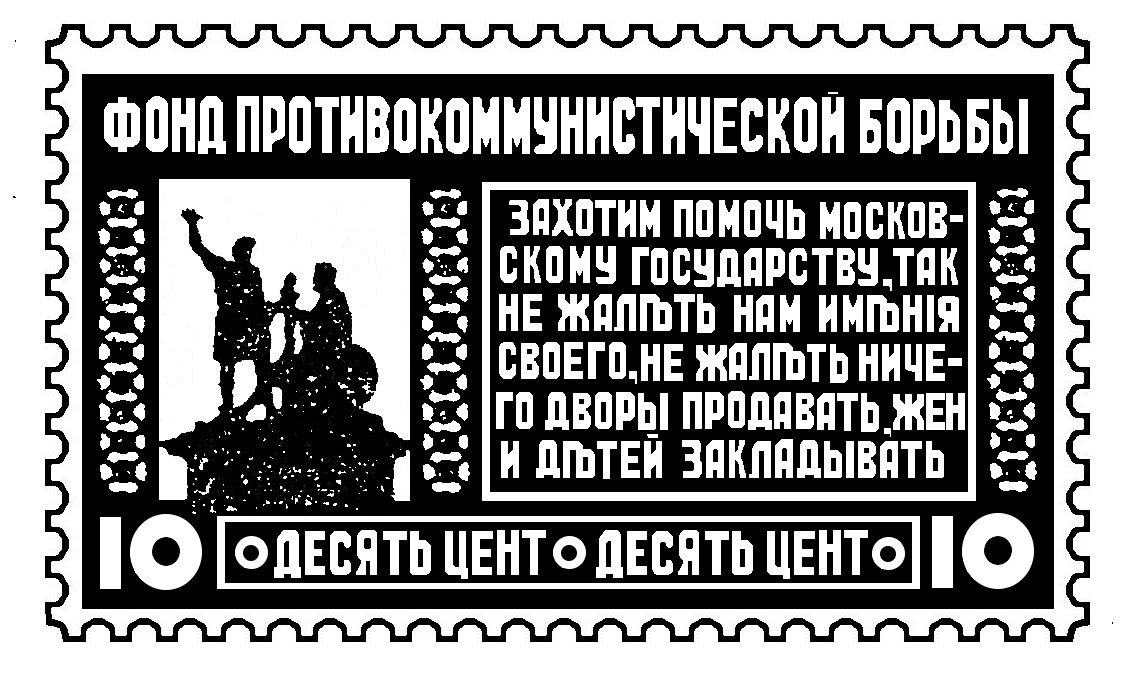
Марка Фонда номиналом 10 центов

В середине 1930-х годов партией был организован Фонд Противокоммунистической борьбы, главной задачей которого был сбор средств для осуществления свержения коммунистического режима в СССР. Сбор средств осуществлялся через продажу литературы, изданной Фондом, а также через реализацию марок, выпущенных Фондом. Осуществлять распространение литературы и марок Фонда вменялось в обязанность членов партии и сочувствующих.

## Гимн партии
У партии имелся гимн, написанный не позднее 1935 года, исполняемый на мотив Преображенского марша, который выражал призыв ВФП к объединению и пробуждению русской нации:

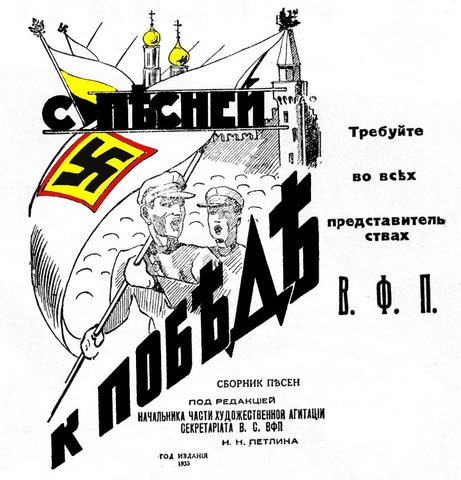
Рекламный плакат сборника песен ВФП
«С песней к победе!» (под ред. Н. Н. Петлина)

Подымайтесь, братья, с нами

Знамя Русское шумит.

Над горами, над долами

Правда Русская летит.

Мы от дедов правду эту

В нашем сердце сберегли.

Вырвем Русскую победу

У врагов своей земли.

Слава Русскому народу

Дружно громко мы споем.

За народную свободу

Против красных мы идем.

С нами всяк, кто верит в Бога

С нами Русская земля.

Мы пробьём себе дорогу

К стенам Древнего Кремля.

Крепче бей, наш Русский молот,

И греми, как Божий гром.

Пусть падет, во прах расколот,

Сатанинский совнарком!

Смерть проклятым комиссарам!

Нет у нас пощады им.

Русским дружным мы ударом

Эту нечисть истребим.

## Изображение в культуре
Члены РФП с нарукавными повязками в виде партийного флага изображаются в телевизионном фильме «Всё началось в Харбине» (1 серия).
Члены ВФП, а также её лидер Родзаевский, являются действующими лицами романа советского писателя Тимофея Чернова «В те дни на Востоке».
Члены ВФП, а также её лидеры Родзаевский и Вонсяцкий, являются действующими лицами романа Андрея Иванова «Харбинские мотыльки. Архивировано из оригинала 3 декабря 2013 года.» (Таллин: Авенариус, 2013. — ISBN 978-9985-834-44-2).
ВФП-РФС, её боевикам-смертникам (а также террористам Братства Русской Правды), совершавшим боевые вылазки в СССР, посвящена песня «Эпос» сибирской группы «Калинов Мост». Песня начинается с описания флага РФС — «Белое знамя, чёрный крест, золотая канва искрится…».
ВФП и её лидеры показаны в спектакле «Харбин-34».
В компьютерной игре Hearts of Iron IV присутствует Константин Родзаевский как один из возможных лидеров страны. 23 ноября 2021 года на игру вышло дополнение «No Step Back», где у игрока появляется возможность привести Родзаевского и РФП к власти в СССР через гражданскую войну.